# Das Geheimnis (1995)
Das Geheimnis ist ein deutscher Film aus dem Jahr 1995. Regie führte Rudolf Thome.

## Inhalt
Lydia lebt zusammen mit Sarah in einer Berliner Wohngemeinschaft. Von ihrem Freund Karlheinz, der in Spanien als Schriftsteller gearbeitet hat, hat sie sich nach einem Streit getrennt, erlaubt ihm aber gelegentlich Besuche in ihrer Wohngemeinschaft. Auf der Suche nach einem neuen Liebhaber lernt Lydia Walter kennen, den seine Freunde scherzhaft Vogelweide nennen.
Bei einem gemeinsamen Frühstück von Lydia, Sarah, Karlheinz und Walter beschließen sie aus Langeweile, dass sie spontan einen Ausflug zu Anita, einer Freundin von Lydia, die in Brandenburg lebt, machen.
Anita ist sehr religiös und bringt das Auto der Gäste, das einen Motorschaden hat, wie durch Zauberhand wieder zum Funktionieren.
Auf dem Bauernhof von Anita kommen sich Karlheinz und Sarah näher. Da es Lydia auf dem Bauernhof so gut gefällt, übernachtet sie dort alleine, während die anderen nach Berlin zurückfahren.
In dieser Nacht bekommt Lydia von einem Unbekannten Besuch, der sich als Jesus Christus ausgibt. Nach einem gemeinsamen Abendessen kommt es zwischen beiden zum Geschlechtsverkehr. Der Fremde verrät Lydia, dass das Geheimnis des Universums die Liebe sei. Am Morgen danach liegt der Unbekannte tot im Bett.
Als die anderen wieder zum Bauernhof von Anita kommen, weiht Lydia sie in ihr Geheimnis ein, aber der Fremde ist plötzlich verschwunden.
Lydia bemerkt einige Zeit später, dass sie schwanger geworden ist und möchte deshalb ihrem Sohn den Namen „Jesus“ geben.

## Kritik
„Eine leichtgewichtig-unterhaltsame Komödie über die Banalitäten von Alltag und Beziehungen, mit der Thome seinen Zyklus ‚Formen der Liebe‘ fortsetzt. Auf Dauer plätschert der Film jedoch allzu unverbindlich dahin und teilt vor allem nichts von dem spielerisch angedeuteten Umgang mit dem Wunderbaren und Geheimnisvollen mit.“